# Silvio Allason
Silvio Allason (Torino, 16 aprile 1843 – Torino, 13 maggio 1912) è stato un pittore italiano.

## Biografia
Già impiegato al ministero della Guerra a Torino e poi a Firenze, verso il 1867 decise di seguire le orme del cugino Ernesto Allason, dedicandosi interamente alla pittura. A questo scopo s'iscrisse all'Accademia Albertina di Torino, dove fu allievo di Enrico Gamba e di Andrea Gastaldi, e con Edoardo Perotti studiò privatamente paesaggio, specialità che costituirà il tema prevalente dei suoi dipinti. 
Esordì esponendo nel 1869 alla Promotrice di Torino con il paesaggio Il Sangone e al Circolo degli artisti con Vicinanze di Stura; espose poi a Milano, a Napoli, al Salon di Parigi del 1878, a Genova, a Venezia, a Nizza, dove il suo quadro Fra gli scogli fu acquistato dal Museo Chéret. 

## OpereIl Sangone, 1869Vicinanze di Stura, 1869
- In agguato, 1873
- L'aspettativa delusa, 1874
- Il salvataggio, 1876
- Fra gli scogli, Museo Chéret, Nizza
- Episodio della persecuzione dei Valdesi, 1875, Galleria d'arte moderna, Torino
- Sconfitti, 1880
- I primi raggi sul Monte Bianco, 1881
- A Rialto, 1883
- Il Gran Cervino dal bacino di Breuil, 1884
- Varazze, 1890, Galleria d'arte moderna, Torino
- Paesaggio sul colle, 1894, Museo Luigi Mallé, Dronero
- Primi solchi, 1897, Galleria d'arte moderna, Torino
- Il bacio, Torino 1892
- Mattino di Gignod, 1902
- Il castello di Montalto-Dora, Galleria d'arte moderna, Torino